# Adagio (programa)
Adagio es programa que solo funciona en servidores, para la red P2P Gnutella2. Es un cliente que puede funcionar en múltiples sistemas operativos. Se comporta como un tracker como en el protocolo BitTorrent, proporcionando una fuente inicial, información SHA-1 y árboles de hash, como también locaciones alternativas de archivos en la red.
Es escrito en el lenguaje de programación Ada.